# Ареопаг
Ареопа́г (др.-греч. Ἄρειος πάγος, дословно — «холм Ареса») — историческая местность (холм) в Афинах и орган власти в Древней Греции, собрания которого проходили на этом холме, судебно-политический трибунал в древних Афинах.
Являлся местом проповеди апостола Павла афинянам (Деян. 17:19-34).

## История
Название получил по месту заседаний на холме Ареса возле Акрополя. По мифологии, на этом холме проходил суд над богом Аресом за пролитие крови Посейдонова сына. Эсхил выдвигает версию, согласно которой холм назван в честь амазонок, разбивших на нём лагерь во время осады Афин.
Возник в эпоху родоплеменного строя как совет старейшин. Состоял из пожизненных членов, пополнявшихся из бывших архонтов, кандидатов в которые намечал и избирал ареопаг. Обладал широкой политической, судебной, контролирующей и религиозной властью. Входило в него 9 архонтов. Ареопаг являлся оплотом аристократии, позднее — олигархии. Главными функциями ареопага было наблюдение за соблюдением законов и суд по делам, связанным с убийствами.
Ограничение власти ареопага началось с развитием афинской демократии. Реформа Эфиальта (462 до н. э.) ликвидировала значительную долю политической власти и влияния ареопага, сохранив за ним, однако, право наблюдения за законами и функциями суда по некоторым уголовным и религиозным преступлениям. До конца периода античных Афин остался авторитетнейшим властным и судебным органом Афин.
В трагедии Эсхила «Эвмениды» учредительницей ареопага является Афина.